# Gradac (gmina Tutin)
Gradac (cyr. Градац) – wieś w Serbii, w okręgu raskim, w gminie Tutin. W 2011 roku liczyła 72 mieszkańców.